# Kraftwerk Maraetai
Die Kraftwerke Maraetai I/II (Maraetai I/II Power Stations) sind zwei 400 m voneinander entfernte, am gleichen Stausee betriebene Laufwasserkraftwerke auf der Nordinsel von Neuseeland.

## Namensherkunft
Der Name „Maraetai“ setzt sich in der Sprache der Māori aus den Wörtern „marae“ für „offene Fläche“ oder „Hof“ vor einem wharenui (Versammlungshaus) und „tai“ für die „See“ oder„Küste“ zusammen. Der Name kommt deshalb vermutlich von irgendeiner Küste. Es gibt als Beispiel ein Maraetai südöstlich von Auckland am Waitematā Harbour.

## Geographie
Die beiden Maraetai Power Stations werden zusammengefasst als das fünfte Kraftwerk in einer Kette von insgesamt acht Wasserkraftwerken des Waikato River angesehen. Die Kraftwerke befinden sich rund 17 km südwestlich der Stadt Tokoroa und sind vom 5 km südöstlich verlaufenden New Zealand State Highway 32 über die Straßen Whakamaru Road und Waipapa Road von Südosten aus zu erreichen.

## Geschichte
Nach einer fünfjährigen Planungs- und Vorbereitungszeit begannen die Arbeiten an dem Staudamm im Jahr 1946, doch die geplante Fertigstellung zum Jahr 1951 konnte wegen fehlendem Material, Mangel an Arbeitskräften und Schwierigkeiten in der Bauindustrie nicht realisiert werden. Als das erste Kraftwerksgebäude 1952 fertig gestellt werden konnte, gingen die ersten drei von fünf geplanten Generatoren im Oktober und November ans Stromnetz. Die beiden anderen Generatoren folgten im Januar und April 1954.
Mit dem Bau des zweiten Kraftwerksgebäudes begann man im Jahr 1959, dieser wurde jedoch 1961 zunächst zugunsten des Projektes zur Stromnetzverbindung über die Cook Strait zurückgestellt und erst 1970 vollendet. Im Juli 1970 konnten die ersten beiden Generatoren in Betrieb genommen werden, der dritte folgte im September und die letzten beiden im November 1970 und Februar 1971.
Stand 2020 wird das Kraftwerk von der mehrheitlich im Staatsbesitz befindlichen Firma Mercury NZ Limited, früher Mighty River Power betrieben.

## Absperrbauwerk
Das Flussbett des Waikato River wurde mittels einer aus Bogenstaumauer, die sich mit einer Höhe von 87 m über eine Länge von 133 m durch das Tal erstreckt, zum Lake Maraetai aufgestaut. Die Basis des Staudamms beträgt 15,2 m in seiner Breite und die Krone weist eine Breite von 11 m auf. Das zweite Absperrbauwerk ist weniger aufwendig ausgeführt, da das Wasser des Stausees über einen 12 m breiten und 12 m tiefen Kanal, der über eine Länge von 550 m parallel zum Flussbett des Flusses verläuft, zum Kraftwerk geführt wird. Der Absperrdamm weist hier lediglich eine Breite von 60 m auf. Zu beiden Kraftwerken führen je fünf Druckstollen mit anschließenden Druckrohrleitungen, die bei Maraetai I in einer Länge von 70 m in einem Durchmesser von je 4,8 m ausgeführt sind und zum Kraftwerk Maraetai II mit 4,6 m Durchmesser sich über eine Länge von 102 m erstrecken.

## Kraftwerk
Auch wenn die Maraetai Power Station über zwei Kraftwerkshallen verfügt, so werden die beiden Anlagen vom Betreiber betriebsmäßig als ein Kraftwerk betrachtet. Die gesamte installierte Leistung der Anlage beträgt 360 MW und kommt auf eine durchschnittliche Jahresstromerzeugung von rund 855 GWh. Die zehn von Francis-Turbinen angetriebenen Generatoren sind für eine Leistung von je 36 MW ausgelegt.

## Stausee
Mit der Fertigstellung des Absperrbauwerks wurde das Wasser des Waikato River zum Lake Maraetai genannten Stausee aufgestaut. Der See, der sich über eine Fläche von 4,1 km² erstreckt, verfügt über ein für die Stromerzeugung nutzbares Volumen von 6,7 Mio. m³ Wasser bei einem variablen Stauziel von 184,98 m bis 189,47 m.